# Liste der Kulturdenkmäler in Hohenfels-Essingen
In der Liste der Kulturdenkmäler in Hohenfels-Essingen sind alle Kulturdenkmäler der rheinland-pfälzischen Ortsgemeinde Hohenfels-Essingen aufgeführt. Grundlage ist die Denkmalliste des Landes Rheinland-Pfalz (Stand: 17. Juli 2023).

## Einzeldenkmäler
| Bezeichnung                            | Lage                                                    | Baujahr | Beschreibung                                                                             | Bild                           |
| -------------------------------------- | ------------------------------------------------------- | ------- | ---------------------------------------------------------------------------------------- | ------------------------------ |
| Quereinhaus                            | Essingen, Bergstraße 1 Lage                             | 1783    | Quereinhaus, bezeichnet 1783, altes Hofpflaster                                          | BW                             |
| Hofanlage                              | Essingen, Bergstraße 2 Lage                             | 1816    | Wohnhaus, bezeichnet 1816, Wirtschaftsgebäude, teilweise altes Hofpflaster; Gesamtanlage | BW                             |
| Katholische Filialkirche St. Sebastian | Essingen, Bergstraße 10 Lage                            | 1886    | zweiachsiger Saalbau, 1886                                                               | weitere Bilder Fotos hochladen |
| Wegekreuz                              | Essingen, südwestlich des Ortes an der B 410 Lage       | um 1900 | gusseiserner Kruzifix                                                                    | BW                             |
| Wegekreuz                              | Essingen, westlich des Ortes in einer Straßenkehre Lage | 1749    | Balkenkreuz, Basalt, bezeichnet 1749 (?)                                                 | BW                             |
| Wegekreuz                              | Hohenfels, Am Mühlenberg, vor Nr. 6 Lage                | 1687    | Schaftkreuz, Basalt, bezeichnet 1687                                                     | BW                             |
| Katholische Kirche St. Silvester       | Hohenfels, Gerolsteiner Straße 6 Lage                   | 1894    | vierachsiger neugotischer Saalbau, bezeichnet 1894                                       | weitere Bilder Fotos hochladen |
| Kriegerdenkmal                         | Hohenfels, Schulstraße, auf dem Friedhof Lage           | 1922    | Kriegerdenkmal 1914/18, Kreuzigungsgruppe, betender Soldat, bezeichnet 1922              | Fotos hochladen                |
| Wegekreuz                              | Hohenfels, nördlich des Ortes am Mühlenberg Lage        | 1719    | Schaftkreuz, Basalt, bezeichnet 1719                                                     | BW                             |